# Drake-brockmania haareri
Drake-brockmania haareri är en gräsart som först beskrevs av Otto Stapf och Charles Edward Hubbard, och fick sitt nu gällande namn av Sylvia Mabel Phillips. Drake-brockmania haareri ingår i släktet Drake-brockmania och familjen gräs. Inga underarter finns listade i Catalogue of Life.